# Эндоглин
Эндоглин — мембранный белок, расположенный на клеточной поверхности, входит в рецепторный комплекс TGFb Играет ключевую роль в ангиогенезе, является важным белком, участвующим в росте опухоли, в выживании и метастазировании опухолевых клеток.

## Функции
Эндоглин является поддерживающим рецептором рецепторного комплекса TGFb. Участвует в модулировании ответа на связывание лигандов рецептора TGF-beta1, TGF-beta3, активин-A, BMP-2 и BMP-7.
Кроме этого, эндоглин участвует в организации цитоскелета, влияющего на морфологию и пролиферацию клетки. Играет роль в развитии сердечно-сосудистой системы и в ремоделировании сосудов. Экспрессия белка регулируется во время развития сердца.

## Клиническое значение
Мутации гена могут приводить к наследственной геморрагической телеангиэктазии 1-го типа, которая характеризуется частыми кровотехениями из носа, телеангиэктазиями и может приводить к артерио-венозным мальформациям в различных тканях, включая мозг, лёгкие и печень.

### Роль в онкологии
Эндоглин играет важную роль в ангиогенезе и модулирует перенос сигналов от рецептора TGF beta, которые опосредуют клеточные миграцию, пролиферацию, образование клеточных кластеров и др., поэтому белок важен и развитии и метастазировании опухоли.
Однако, роль эндоглина в развитии опухоли может быть противоречива. С одной стороны, эндоглин необходим для неоангиогенеза опухоли, который важен для последующего роста опухоли и её выживания. С другой стороны, было обнаружено, что снижение экспрессии эндоглина во многих видах злокачественных опухолей коррелирует с отрицательным прогнозом для больного. Например, при раке молочной железы снижение эндоглина и увеличение его растворимой формы коррелирует с метастазированием раковых клеток. Более этого, комплекс рецептор TGF beta-эндоглин может вызывать противоположные сигналы в ответ на связывание TGF beta. TGF beta может действовать как супрессор доброкачественной опухоли за счёт ингибирования её роста и индуцирования апопатоза. Однако, после перерождения опухоли в злокачественную TGF beta начинает опосредовать метастазирование раковых клеток, ангиогенез, уход от иммунного контроля и изменение внеклеточного матрикса опухолевых клеток.